# Ultra Q
Ultra Q (ウルトラQ  - Urutora Kyū)  è una serie televisiva giapponese trasmessa nel 1966. È un tokusatsu di fantascienza e kaijū. Il telefilm ha dato inizio alla lunga saga di Ultra.

## Trama
La serie narra di fenomeni soprannaturali, mostri giganti, alieni, fantasmi e altre calamità.

## Mostri
I mostri della serie, sono stati modificati i costumi della Toho (appartenendo a Eiji Tsuburaya), essi sono: Godzilla per Gomess, Rodan per Litra e Larugeus, King Kong per Goro, Manda per il Mystic Dragon, Baragon per Pagos, Maguma per Todola e Oodako per Sudar.

## Episodi
| Nº | Giapponese 「Kanji」 - Rōmaji                     | In onda          | In onda |
| Nº | Giapponese 「Kanji」 - Rōmaji                     | Giapponese       |         |
| 1  | 「ゴメスを倒せ!」 - Gomesu o Taose?               | 2 gennaio 1966   |         |
| 2  | 「五郎とゴロー」 - Gorō to Gorō?                  | 9 gennaio 1966   |         |
| 3  | 「宇宙からの贈りもの」 - Uchū kara no Okurimono?  | 16 gennaio 1966  |         |
| 4  | 「マンモスフラワー」 - Manmosu Furawā?            | 23 gennaio 1966  |         |
| 5  | 「ペギラが来た!」 - Pegira ga Kita?               | 30 gennaio 1966  |         |
| 6  | 「(育てよ! カメ」 - Sodateyo! Kame?               | 6 febbraio 1966  |         |
| 7  | 「SOS富士山」 - Esu Ō Esu Fujisan?                | 13 febbraio 1966 |         |
| 8  | 「甘い蜜の恐怖」 - Amai Mitsu no Kyōfu?           | 20 febbraio 1966 |         |
| 9  | 「クモ男爵」 - Kumo Danshaku?                     | 27 febbraio 1966 |         |
| 10 | 「地底超特急西へ」 - Chitei Chō Tokkyū Nishi e?   | 6 marzo 1966     |         |
| 11 | 「バルンガ」 - Barunga?                           | 13 marzo 1966    |         |
| 12 | 「鳥を見た」 - Tori o Mita?                       | 20 marzo 1966    |         |
| 13 | 「ガラダマ」 - Garadama?                          | 27 marzo 1966    |         |
| 14 | 「東京氷河期」 - Tōkyō Hyōgaki?                   | 3 aprile 1966    |         |
| 15 | 「カネゴンの繭」 - Kanegon no Mayu?               | 10 aprile 1966   |         |
| 16 | 「ガラモンの逆襲」 - Garamon no Gyakushū?         | 17 aprile 1966   |         |
| 17 | 「1/8計画」 - Hachi Bun no Ichi Keikaku?          | 24 aprile 1966   |         |
| 18 | 「虹の卵」 - Niji no Tamago?                      | 1º maggio 1966   |         |
| 19 | 「2020年の挑戦」 - Nisen'nijū Nen no Chōsen?      | 8 maggio 1966    |         |
| 20 | 「海底原人ラゴン」 - Kaitei Genjin Ragon?         | 15 maggio 1966   |         |
| 21 | 「宇宙指令M774」 - Uchū Shirei Emu Nana Nana Yon? | 22 maggio 1966   |         |
| 22 | 「変身」 - Henshin?                               | 29 maggio 1966   |         |
| 23 | 「南海の怒り」 - Nankai no Ikari?                 | 5 giugno 1966    |         |
| 24 | 「ゴーガの像」 - Gōga no Zō?                      | 12 giugno 1966   |         |
| 25 | 「悪魔ッ子」 - Akumakko?                          | 19 giugno 1966   |         |
| 26 | 「燃えよ栄光」 - Moeyo Eikō?                      | 26 giugno 1966   |         |
| 27 | 「206便消滅す」 - Nihyakuroku Bin Shōmetsusu?     | 3 luglio 1966    |         |
| 28 | 「あけてくれ!」 - Akete kure!?                    | 14 dicembre 1967 |         |